# Gary Bettman
Gary Bruce Bettman, ameriški judovski poslovnež in komisar lige NHL, * 2. junij 1952, Queens, New York, ZDA.
Bettman je komisar lige NHL. To mesto zaseda od 1. februarja 1993. Predhodno je bil Bettman podpredsednik in splošni pravni svetovalec pri NBA. Bettman je diplomiral na Univerzi Cornell in Univerzitetni šoli prava New York.
Pod Bettmanom je NHL zabeležila naglo rast prihodkov lige iz 400 milijonov US$ (ko je bil najet) do preko 2,2 milijarde US$ v sezoni 2006/07. Bettman je nadziral širitev lige po ZDA s šestimi novimi moštvi v ligi med njegovim mandatom, s čimer je število moštev naraslo na 30. Bettman je prav tako kontroverzna osebnost. Pogosto je bil deležen kritik, da skuša »amerikanizirati« igro  in da je bil odgovoren za dva zastoja dela, eden teh je privedel do odpovedi celotne sezone 2004/05.

## Izobrazba in družina
Bettman je študiral industrijske in delovne odnose na Univerzi Cornell v Ithaci, kjer je postal član judovske bratovščine Alfa Epsilon Pi in diplomiral leta 1974. Po prejemu doktorskega naslova na Univerzitetni šoli prava New York leta 1977 se je pridružil velikemu newyorškemu pravnemu podjetju Proskauer Rose Goetz & Mendelsohn.
Bettman je jud in živi z ženo Shelli, s katero ima tri otroke - Lauren, Jordana in Brittany. Prebiva v Saddle Riverju. Njegov polbrat (imata isto mati) Jeffrey Pollack je komisar organizacije World Series of Poker.
Bettman se je pridružil NBA leta 1981, delal je predvsem v marketinških in pravnih oddelkih. Postal je tretji najvišji mož lige NBA in bil dolgoletni splošni svetovalec lige ter njen podpredsednik. Bettman je odigral ključno vlogo pri razvoju sistema NBA Salary Cap, ki omejuje višino skupne plače za vse igralce nekega moštva. Sistem je bil vpeljan v 80. letih in je v uporabi še danes.

## Komisar NHL
1. februarja 1993 je Bettman prevzel delo prvega komisarja lige NHL, na tem položaju je zamenjal Gila Steina. Lastniki so ga pooblastili za plasiranje lige na ameriški trg, ustavitev delovnih nemirov, dokončanje načrtov širitve in modernizacije pogledov »stare garde« med lastniki. Leta 2018 je bil sprejet v Hokejski hram slavnih lige NHL.

### Širitev in premestitev
Ko je Bettman začel z delom komisarja, se je liga že razširila z 21 na 24 moštev do 1991 in še dve moštvi sta bili naznanjeni, da se bosta ligi pridružili: Florida Panthers in Mighty Ducks of Anaheim, ki bi začeli nastopati v ligi v sezoni 1993/94. Podobno kot prejšnje, se je tudi tokratna širitev osredotočala na moštva z juga ZDA. Krog širitve lige so zaključili Nashville Predators (1998), Atlanta Trashers (1999), Minnesota Wild (2000) in Columbus Blue Jackets (2000). Tako je bilo v ligi 30 moštev. Nadaljnja štiri moštva so se med Bettmanovim mandatom preselila: Minnesota North Stars v Dallas (1993), Quebec Nordiques v Denver (1995), Winnipeg Jets v Phoenix (1996) in Hartford Whalers v Severno Karolino (1997).
Pod Bettmanovim vodstvom se je liga osredotočila na širitev in preseljevanje moštev na jug ZDA. S tem so poskušali odmev lige razširiti čez celotno državo. Rezultat ligaške politike je bila znatna rast priljubljenosti športa pri otrocih z juga ZDA, ki so igro igrali v vse večjem številu. Selitev na južne trge se je znašla pod plazom kritik navijačev iz Kanade in severa ZDA, ki so objokovali selitev iz »tradicionalnih hokejskih tržišč«.
Bettmana so prav tako obtožili, da ima »anti-kanadske« težnje, kar so kritiki utemeljevali z njegovo očitno nepripravljenostjo preprečiti selitev moštev iz Quebec Cityja in Winnipega. Prav tako so kritizirali neuspešno prodajo Nashville Predatorsov v kanadski Hamilton leta 2007. Jim Balsillie, ki je bil zainteresiran za nakup moštva, je Bettmana obtožil, da je Predatorse prisilil v konec pogajanj z njim. Bettmana so v tej smeri osmešili z likom »Harryja Buttmana« v kanadskem filmu Bon Cop, Bad Cop iz leta 2006. Kljub temu pa se je Bettman močno zavzemal za Načrt pomoči Kanadi, z dogovorom, po katerem ameriška moštva odvajajo denar za podporo štirim kanadskim moštvom z majhnimi tržišči - Calgaryju, Edmontonu, Ottawi in Vancouvru.

### Nemiri delavcev

#### Odpust dela 1994/95
Čeprav so Bettmanu naložili, naj ustavi delavske probleme v ligi, pa je liga dvakrat odpustila svoje igralce med njegovim mandatom. NHL odpust dela 1994/95 je trajal 104 dni, sezona se je zato skrajšala s 84 na 48 tekem. Najbolj pereč problem med odpustom je bila želja, da bi podprli manjša moštva z manj perspektivnimi tržišči. Pod Bettmanom so lastniki vztrajali pri omejitvi plač, spremembi v prosto zastopstvo in razsodbo glede želja omejitve okrepljenih plač, združenje pa je predlagalo luksuzni davčni sistem. Pogajanja so bila na trenutke zaostrena, še posebej ko je Chris Chelios Bettmanu izrekel slavno grožnjo, v kateri je namignil, da naj bo ta »zaskrbljen glede svoje družine in njegovega blagostanja«, in nadaljeval z: »Nekateri ponoreli navijači, ali celo kakšen igralec [...] bi lahko vzeli stvari v svoje roke in iztuhtali, da bi bilo Bettmana najbolje odstraniti.«
Zasilni kompromis, ki so ga izpogajali, je rešil sezono v januarju 1995. Medtem ko lastnikom ni uspelo doseči polne omejitve plač, je združenje podprlo omejitev plač novincem, spremembe pri razsodbi in restriktivna pravila za prosto zastopstvo, ki bi onemogočila igralcu neomejeno prosto zastopstvo vse do starosti 31 let. Dogovor je sprva izgledal kot zmaga lastnikov.

#### Odpust dela 2004/05
Po koncu dogovora leta 2004 so lastniki trdili, da so igralske plače zrasle bistveno hitreje kot proračuni klubov in da je liga izgubila preko 300 milijonov US$ v sezoni 2002/03.
Posledično je 15. septembra 2004 Bettman oznanil, da so lastniki zopet odpustili igralce pred začetkom sezone 2004/05. Tri mesece pozneje je Bettman naznanil odpoved celotne sezone z besedami: »Moja žalostna dolžnost je, da oznanim, da zaradi neuskladitve stališč in neuspelega iskanja rešitve ni več praktično izvajati vsaj skrajšano sezono. Skladno s tem mi ne preostane nič drugega kot to, da razglasim uradno odpoved igranja.« NHL je tako postala prva severnoameriška profesionalna športna liga, ki je odpovedala kako sezono zaradi odpusta dela.
Od leta 1994 je bilo izhodišče lastnikov osredotočeno predvsem na potrebo po omejitvi plač. V poskusu zagotovitve solidarnosti med lastniki so guvernerji lige izglasovali Bettmanu pravico, da lahko enostransko vloži veto na vsako odločitev združenja lige, če ima podporo vsaj osmih lastnikov. Igralci so sprva zagovarjali luksuzni davčni sistem in 5 % zmanjšanje plač igralcem - slednje je na koncu pristalo pri 24 %. Zaradi preteče grožnje odpovedi sezone so igralci sprejeli omejitev plač, a se obe strani nista uspeli dogovoriti glede številk pred končnim rokom.
Po odpovedi sezone so pogajanja hitro napredovala, ker je spor v združenju samem privedel do tega, da sta predsednik NHLPA Trevor Linden in nadrejeni direktor Ted Saskin vskočila v pogajanja namesto izvršilnega direktorja Boba Goodenowa. Goodenow je s položaja odstopil julija 2005. Do prve polovice julija sta obe strani privolili v nov kolektivni pogajalski sporazum. Sporazum je vključeval radikalno omejitev plač, ki bi bila vezana na odstotek rasti ligaškega proračuna, 24 % znižanje plač in prosto zastopstvo po sedmih letih igranja. Potem ko so Bettmana leta 2004 močno kritizirali kot enega najslabših menedžerjev, ker je odpovedal celotno sezono, so ga leta 2005 hvalili kot enega najboljših, ker je zagotovil »finančno varnost« ligi.

### Televizija
Bettman je hitro izpolnil enega od svojih ciljev - zagotovitev stalnega medijskega prenašalca tekem, ko je s televizijsko hišo Fox Broadcasting Company podpisal petletno pogodbo, vredno 155 milijonov US$, po kateri je dobil FOX pravice prenašanja vseh tekem začenši s sezono 1994/95. Pogodba je bila velikanskega pomena, saj so pod predsednikom Johnom Zieglerjem dolgo mislili, da je nemogoče izpeljati pogodbo s kako televizijsko hišo. Pogodba s FOX-om je verjetno najbolj znana po ploščku Foxtrax, ki je bil po trditvah Fox Sports-a načeloma precej priljubljen, a je dvignil kar nekaj prahu pri dolgoletnih privržencih igre.
Kanadsko občinstvo je razburila odločitev lige, da pravice prenašanja tekem in načrtovanja tekem končnice proda FOX-u in ne kanadskemu CBC-ju. Novinar časnika Montreal Gazette Pat Hickey je na to temo zapisal, da je bil urnik tekem »še en primer, kako NHL obrača hrbet državi, ki je hokej na ledu in njegove navijače izumila.« Kontroverznost se je ponovila leta 2007, ko je CBC znova prejel drugorazredni status napram Versusu, ki je prenašal končnico.
Čeprav je gledanost upadla, je Bettman leta 1998 izpogajal petletno pogodbo s televizijskima hišama ABC in ESPN, vredno 600 milijonov US$. Ta pogodba je bila tudi najvišja televizijska pogodba, ki jo je NHL kadarkoli podpisal. 120 milijonov US$ na sezono, ki sta jih plačevala ABC in ESPN za pravice prenosov tekem, je predstavljalo nepredstavljivo veliko denarja v primerjavi s 5,5 milijona US$, ki jih je liga prejela za televizijske prenose v sezoni 1991/92.
Kljub temu pa je srečna roka liga s televizijskimi pogodbami po dogovoru z ABC zamrla. Leta 2004 je liga uspela pridobiti le sponzorja za delitev stroškov - televizijsko hišo NBC, ki pa ni ligi za prenose tekem neposredno plačala nobenega denarja. Prav tako je po odpustu dela 2004/05 ESPN zavrnil možnost plačevanja 60 milijonov US$ za pravice prenosov tekem v sezoni 2005/06. Čeprav so pri ESPN-ju upali na ohranitev pravic za prenose tekem NHL, so ocenili, da je cena previsoka. Kljub temu pa je Bettman uspel izpogajati pogodbo s Comcastom za predvajanje tekem na programu Outdoor Life Network, ki se danes imenuje Versus. Triletna pogodba je prinesla 207,5 milijona US$. Na račun selitve k Versusu je Bettman prejel kar nekaj kritik, ker je bilo splošno mnenje, da je liga izgubila precej izpostavljenosti od selitve k bistveno manjšemu televizijskemu operaterju.

### XM satelitski radio
Bettman vodi enourno tedensko radijsko oddajo na NHL Home Ice (XM 2004). Oddaja omogoča navijačem, da spregovorijo neposredno s komisarjem in mu postavijo razna vprašanja, komentarje ali pomisleke glede igre hokeja.